# 法律解釋
法律解釋（英語：Statutory interpretation，簡稱；法定解釋），就广义而言，是指一定的解释主体按照一定的标准和原则，对表达法律的语言文字的含义进行阐释和说明的活动。
在普通法系中，司法機構運用法律解釋的規則來解讀立法機構所立的成文法，以及根據立法授權頒佈的受權立法，例如行政機構的規章等。
在普通法系和部分大陸法系國家，由於立法權和司法權的分離，法律解釋是司法機構獨有的權力。但在一些國家，除了司法機構，立法機構或行政機構在法律頒佈之後也擁有對法律的具體運用進行事後解釋的權力。允許立法機構進行事後解釋代表對立法機構意願的最大尊重，即立法機構解釋所立法律的具體運用可以推翻司法機構對法律的解讀。這種解釋在立法權和司法權分立的制度裏是不允許的：這種解釋行爲更類似進一步的、具追溯效力的立法行爲，是一種限制司法機構判斷具體案例的行爲，因此在許多國家是不允許的。而行政機構對法律進行解釋，一般必需在法律所授權的範圍內進行，是一種行政授權立法行爲。

## 法律解释的特征
第一，法律解释的主体存在广义和狭义的不同理解。
第二，法律解释的对象是特定的。
第三，法律解释具有实践性和目的性。

## 法律解释的必要性
第一，语言文字本身的不确定性。
第二，法律语言特有的抽象性与概括性。
第三，表达法律的语言文字背后总是隐藏或预设着某种价值判断。
第四，法律滞后性与稳定性之间的矛盾。

## 法律解释的分类

### 按照解释主体是否拥有解释权

#### 正式解释
正式解释，又称法定解释、有权解释，是指解释主体按照法律所赋予的权限对法律文本作出的具有法律效力的解释。

#### 非正式解释
非正式解释，又称无权解释，是指无法定解释权的主体对法律文本作出的不具有法律效力的解释。它可以分为学理解释和任意解释。

### 按照解释结果或解释尺度的差异

#### 字面解释
字面解释，又称平义解释，是指严格地按照法律语言的字面意思来解释法律，既不扩充也不限制。字面解释出于最大限度保障法律稳定性和合理限制自由裁量权的目的，也是最易得到接受和认可的一种法律解释尺度。但是由于语言文字自身的模糊性、抽象性，使精确地进行字面解释有时存在困难，对于解释结果与字面含义是否精准对应也容易发生争议。

#### 扩张解释
扩张解释又称扩充解释、扩大解释，是指表达法律的语言文字的字面含义过于狭窄，不足以反映立法者原意或者社会实际需要，因此需要对这些语言文字作出的广于字面含义的解释。应当注意的是，扩张解释虽然对法律条文的文义进行了扩张，但这种扩张是在法律条文的可能文义范围之内。例如《中华人民共和国民法典》第1125条规定：“继承人故意杀害被继承人，即丧失继承权。”如果继承人故意杀害被继承人未遂，是否也会导致其丧失继承权？最高人民法院《关于适用<中华人民共和国民法典>继承编的解释（一）》第7条进行了扩张解释：“继承人故意杀害被继承人的，不论是既遂还是未遂，均应当确认其丧失继承权。”

#### 限缩解释
限缩解释又称限制解释是指表达法律的语言文字的字面含义过于宽泛，超出了立法原意或社会实际需要，因此需要对这些语言文字作出窄于字面含义的解释。例如，在《民法典》第1063条关于夫妻共同财产范围的规定中，有一兜底条款，即“其他应当归一方的财产”，此处其他含义过于宽泛且模糊不清，若不对具体语义加以限制，则会背离立法原意，导致实践的混乱。为此，最高人民法院《关于适用<中华人民共和国民法典婚姻家庭编>的解释（一）》将其限缩。

## 法律解释的原則

### 合法性原则
合法性原则是指法律解释应当符合法律规则、法律原则和法律的基本精神。

### 合理性原则
合理性原则是指对法律文本的解释应当合乎常理、公理、道理。

### 整体性原则
整体性原则是指将被解释的具体语言文字纳入法律体系的整体中进行理解和阐释。

### 历史与现实相结合原则
这里的“历史”是指在法律文本制定时的特定历史背景以及立法意图。“现实”指的是与当下待决案件及相关的社会现实状况。

## 法律解释的方法
按解釋方法不同，法律解釋分為：
- 文理解釋（英語：Literal rule），又稱「文義解釋」，是指按照表达法律的语言文字的日常含义或专业含义来阐释或说明法律文本或资料的含义。
- 体系解释
- 立法者目的解释
- 历史解释
- 合宪性解释
- 比较法解释
- 社会学解释
- 權威解釋：在現代法學的解釋之外，尚有一種古代的「權威解釋（英语：Authentic interpretation）」，通常出現於教會法中，由教宗、教區主教、主教會議和宗教會議這些有立法權的人或活動去解釋。

### 法律解释方法的位阶
1. 文义优先规则。文义解释是法律解释的出发点和基石，在各种法律解释方法中具有优先性地位，如文义解释得到的结果是单一的，则一般无需进行其他解释。只有当运用文义解释有多个结果时，才继之运用其他解释方法。
2. 在文义解释难以实现解释目的时，应先运用体系解释和立法者目的解释，如仍不能澄清法律语义的意义，则进一步做历史解释和比较法解释，在依上述方法初步确定法律意义内容后，作合宪性解释，看是否符合宪法的基本价值判断。
3. 如经上述各种方法。仍不能确定解释结论，可进一步做社会学解释。
4. 文义解释之外的其他解释，其结果不得超出法条文意可能的范围。
5. 经解释，最终仍存在相互抵触的结果，且各种结果均言之有理、持之有据时，则应进行利益衡量或价值判断，从中选出具有社会妥当性的解释结果作为结论。[3]

## 法律解釋的實踐
- 中華民國：憲法訴訟法
- 中华人民共和国：全国人民代表大会常务委员会的法律解释

## 延伸閱讀
- CRS Report for Congress: "Statutory interpretation: General Principles and Recent Trends" （页面存档备份，存于） (public domain - can be copied into article with citations)
- The multi-volume Sutherland Statutory Construction is the authoritative text on the rules of statutory construction.
- Karl Llewellyn, Remarks on the Theory of Appellate Decisions and the Rules or Canons About How Statutes Are to Be Construed 3 Vand. L. Rev. 395 (1950).
- United States of America v. William C. Scrimgeour 636 F.2d 1019 (5th Cir. 1981) discusses most aspects of statutory construction.
- Brudney & Ditslear, Canons of Construction and the Elusive Quest for Neutral Reasoning
- Sinclair, Michael, "Llewellyn's Dueling Canons, One to Seven: A Critique" （页面存档备份，存于）. New York Law School Law Review, Vol. 51, Fall 2006.
- Jon May, "Statutory Construction: Not For The Timid", The Champion Magazine (NACDL), January/February 2006.
- Corrigan & Thomas, "Dice Loading" Rules Of Statutory Interpretation （页面存档备份，存于）, 59 NYU Annual Survey Of American Law 231, 238 (2003).
- The Rules of Statutory Construction (Virginia) （页面存档备份，存于）
- Statutory Interpretation, by Ruth Sullivan, 1997. Canadian examples and explanations.
- Menahem Pasternak, Christophe Rico, Tax Interpretation, Planning, and Avoidance: Some Linguistic Analysis, 23 Akron Tax Journal, 33 (2008) (http://www.uakron.edu/law/lawreview/taxjournal/atj23/docs/Pasternak08.pdf （页面存档备份，存于）).

## 外部連結
- Statutory Construction Blog